# Encausse-les-Thermes
Encausse-les-Thermes é uma comuna francesa na região administrativa de Occitânia, no departamento de Alta Garona. Estende-se por uma área de 8,15 km². Em 2010 a comuna tinha 706 habitantes (densidade: 86,6 hab./km²).